# Ranunculus radicans
Ranunculus radicans är en ranunkelväxtart som beskrevs av Carl Anton von Meyer. Ranunculus radicans ingår i släktet ranunkler, och familjen ranunkelväxter. Inga underarter finns listade i Catalogue of Life.